# Pölkkykari
Pölkkykari är en ö i Finland. Den ligger i sjön Seinäjärvi och i kommunen Virdois i den ekonomiska regionen  Övre Birkalands ekonomiska region  och landskapet Birkaland, i den sydvästra delen av landet, 260 km norr om huvudstaden Helsingfors. Öns area är 0,4 hektar och dess största längd är 160 meter i nord-sydlig riktning.